# Miagrammopes corticeus
Espèce
Miagrammopes corticeus est une espèce d'araignées aranéomorphes de la famille des Uloboridae.

## Distribution
Cette espèce est endémique du Venezuela.

## Description
Le mâle mesure 4,2 mm et la femelle 5 mm.

## Publication originale
- Simon, 1893 : Voyage de M. E. Simon au Venezuela (Décembre 1887—Avril 1888). 21e Mémoire. Arachnides (1). Familles des Uloboridae, Zoropsidae, Dictynidae, Oecobiidae, Filistatidae, Sicariidae, Leptonetidae, Oonopidae, Dysderidae, Caponiidae, Prodidomidae, Drassidae, Palpimanidae et Zodariidae. Annales de la Société Entomologique de France, vol. 61, no 4, p. 423-462 (texte intégral).